# William Nicholson (Maler)

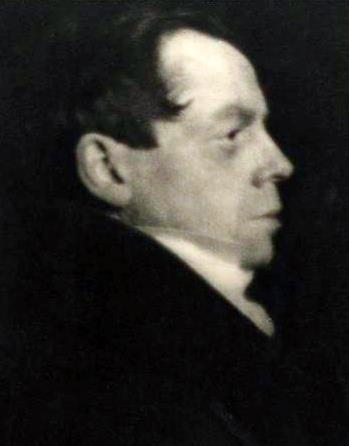
William Nicholson, 1908

Sir William Newzam Prior Nicholson (* 5. Februar 1872 in Newark-on-Trent; † 16. Mai 1949 in Blewbury) war ein britischer Maler, Grafiker und Illustrator sowie Autor von Kinderbüchern.

## Leben und Werk
Er war der Sohn von William Newzam Nicholson, ein Industrieller und Mitglied der Konservativen Partei in Newark und Annie Elizabeth, Tochter von Joseph und Elizabeth Prior aus Woodstock.

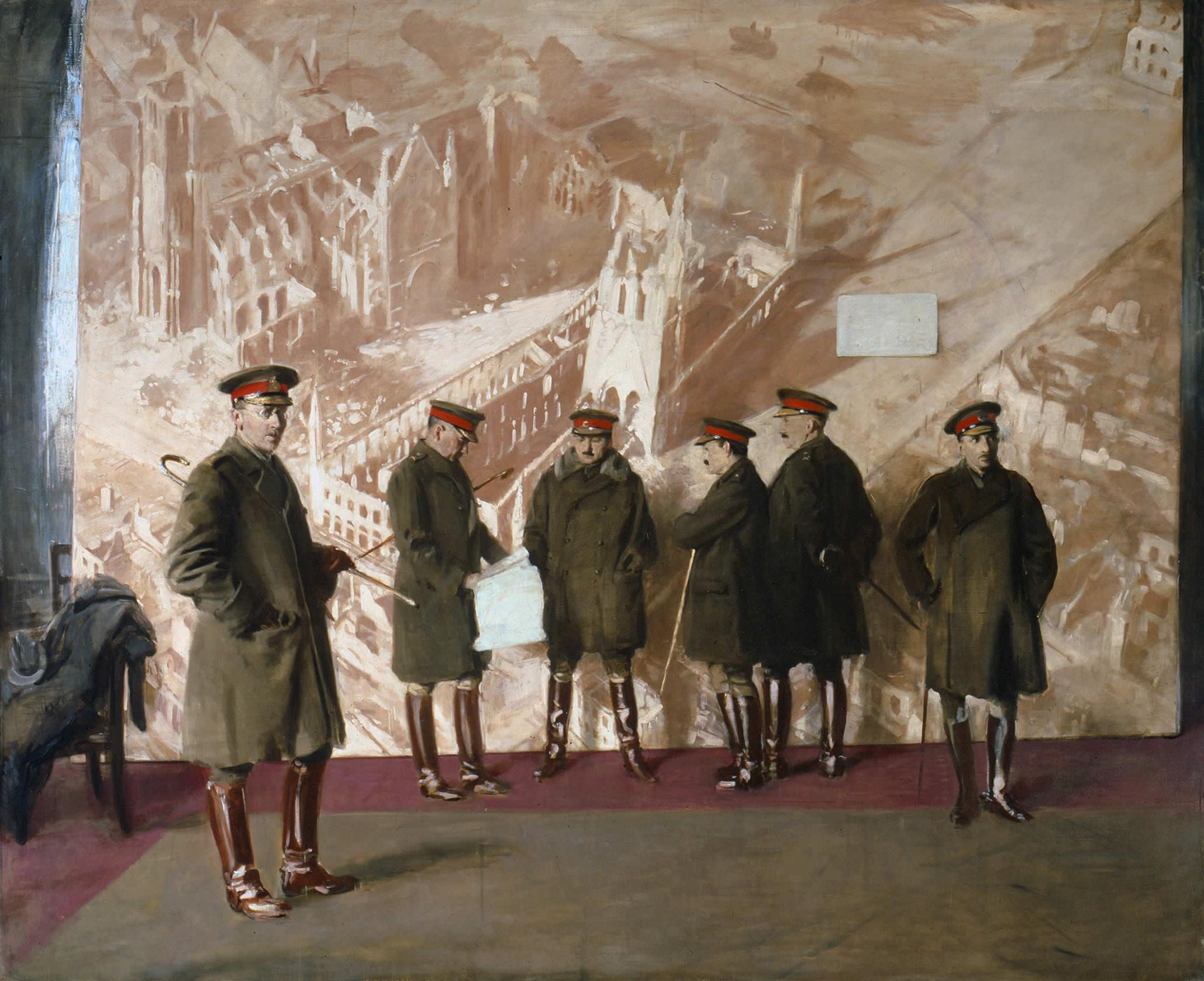
Canadian Headquarters Staff, 1918, Kanadisches Kriegsmuseum, Ottawa

Nicholson studierte an Hubert von Herkomers Kunstschule in Bushey. Seine Partnerschaft mit seinem Schwager James Pryde zeichnete sich durch hervorragende grafische Arbeit und Holzschnitte aus; sie waren bekannt als die „Beggarstaff Brothers“ („Bettelstab-Brüder“), deren Ateliergemeinschaft von 1894 bis 1898 bestand. Ihre Entwürfe waren richtungsweisend für die moderne Plakatgestaltung. Mit ihrem neuen Stil – vereinfachte Linienführung, Flächigkeit und verminderte Farbgebung – revolutionierten sie das Plakat im England des 19. Jahrhunderts. Nicholson und Pryde waren die ersten Grafiker, die den Schriftanteil auf dem Plakat auf ein Minimum beschränkten und die bildliche Darstellung betonten. Das deutsche „Sachplakat“, ein um 1905 eingeführte Plakattyp, der sich stärker an den ökonomischen Zielen der Industrie orientierte, ist wesentlich von ihrem Stil inspiriert worden.

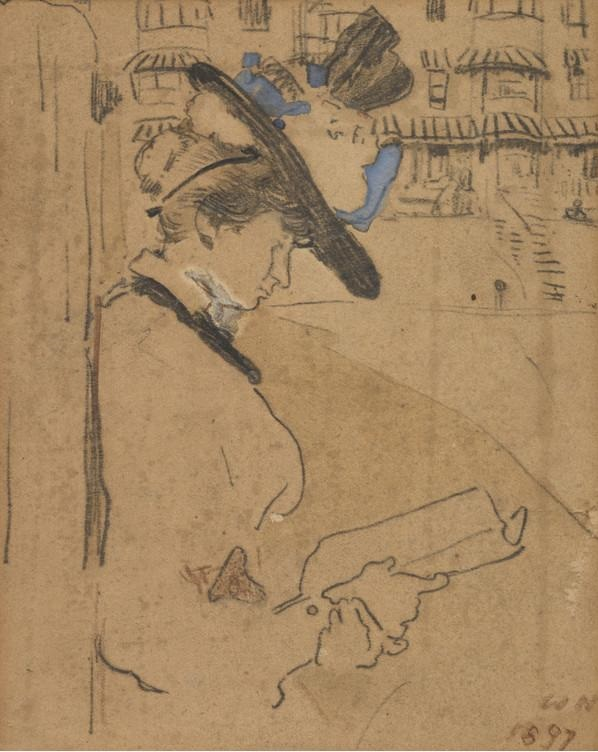
Portrait of Mabel Pryde, 1897, Scottish National Gallery, Edinburgh

Im Jahr 1893 heiratete Nicholson die Künstlerin Mabel Pryde (1871–1918). Die gemeinsamen Kinder waren die Maler Ben Nicholson und Nancy Nicholson sowie der Architekt Christopher ‚Kit‘ Nicholson.

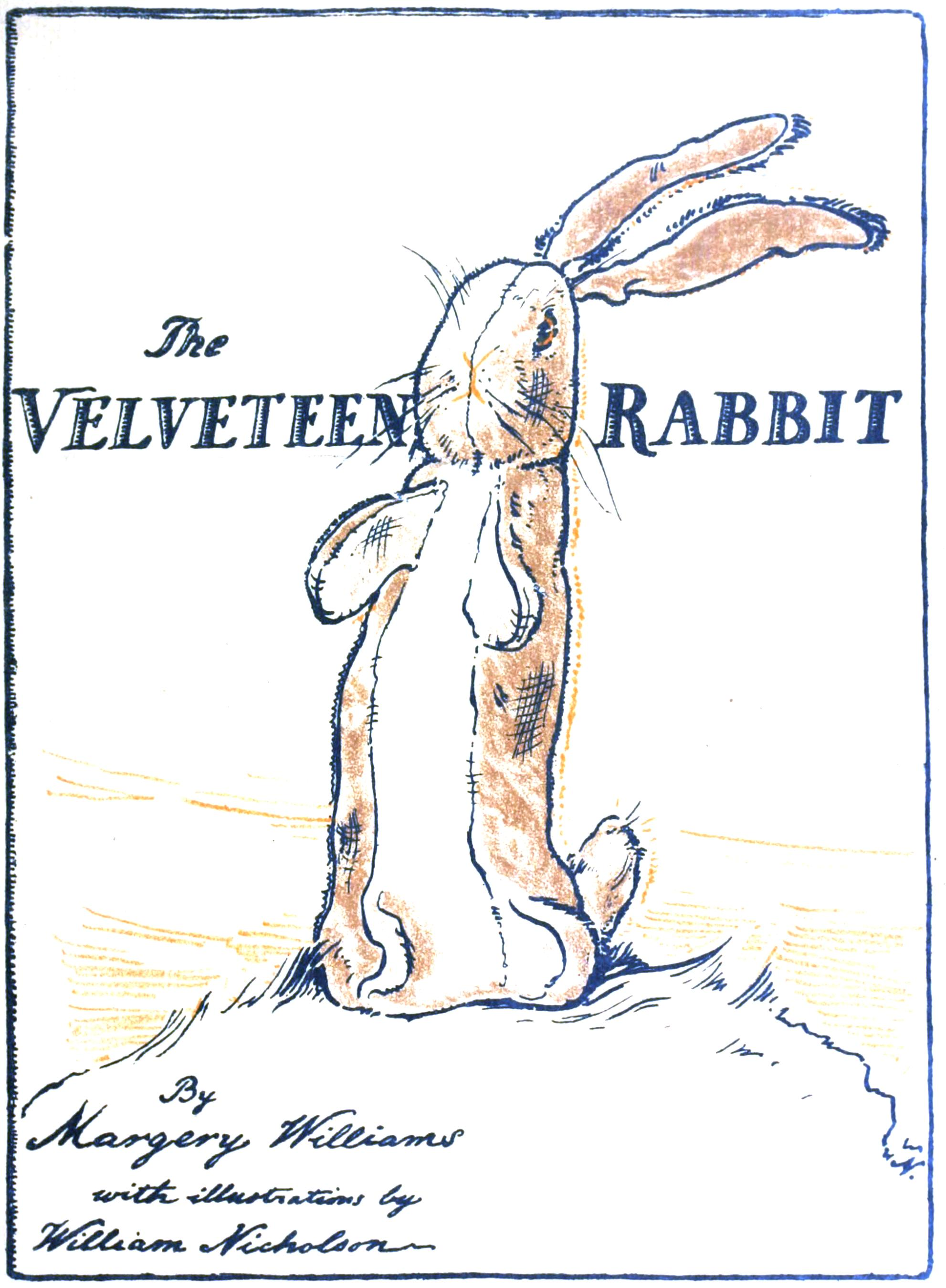
The Velveteen Rabbit (1922)

Nach 1900 beschäftigte er sich vornehmlich auf Anraten von Whistler mit der Malerei. Nicholson illustrierte frühe Bücher von Robert Graves zusammen mit Nancy, Graves’ erster Ehefrau. Er schrieb und illustrierte Kinderbücher wie The Velveteen Rabbit (1922) von Margery Williams und seine von ihm selbst verfassten Bücher Clever Bill (1926) und The Pirate Twins (1929) für den Verlag Faber & Faber. Weiterhin schuf er Glasfenster, beispielsweise für die St Andrew’s Church in Mells. Bei den Olympischen Sommerspielen 1928 in Amsterdam gewann er eine Goldmedaille im Kunstbereich Grafik.
Im Jahr 1936 wurde Nicholson zum Ritter geschlagen. Ab 1935 lebte Nicholson unverheiratet mit der Schriftstellerin Marguerite Steen zusammen, zunächst in London, nach dem Bombardement des Zweiten Weltkriegs in Blewbury in Berkshire.